# Manxa de bicicleta

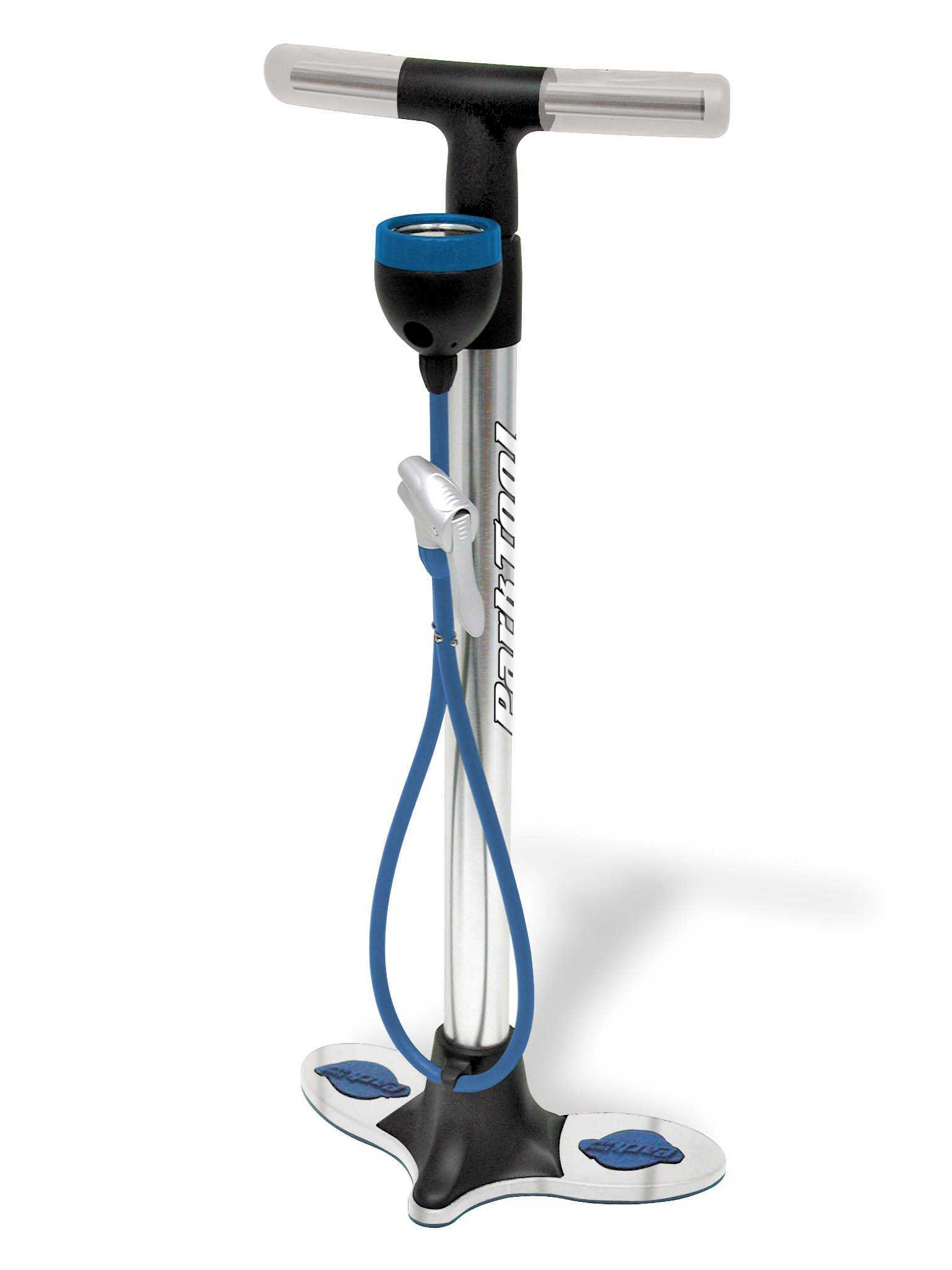
Manxa de bicicleta

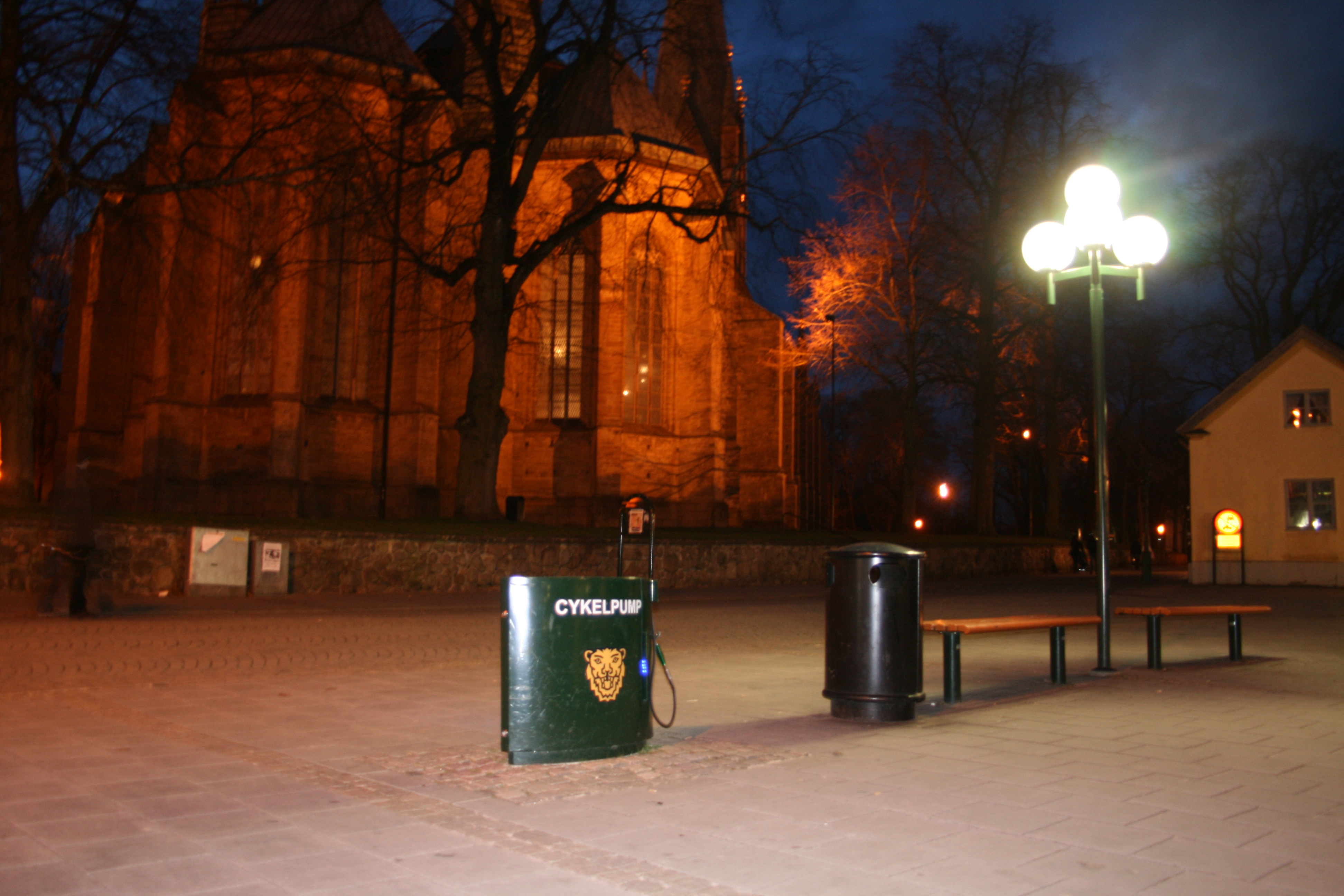
Compressor d'aire públic per als motoristes a Linköping, Suècia.

Una manxa de bicicleta és un tipus de bomba d'aire de desplaçament positiu dissenyat específicament per a inflar pneumàtics de bicicleta. Té una connexió o adaptador per a usar amb un o dos dels dos tipus més comuns de vàlvula de bicicleta utilitzats també en les motos, Schrader o Presta. Hi ha un tercer tipus de vàlvula anomenada vàlvula Woods, però els neumàtics amb aquestes vàlvules es poden inflar amb una Manxa estàndard de dicicleta
N'hi ha de diversos tipus bàsics:
- Manxes verticals o manxes de pedestal
- Manxes de bastidor
- Manxes compactes o mini
- Manxes de pedal
- Manxes de doble acció

En la seva forma més bàsica, una manxa de bicicleta funciona mitjançant un pistó manual. Durant la cursa ascendent, el pistó aspira aire a través d'una vàlvula antiretorn (d'un sòl sentit) des de l'exterior de la manxa. Durant la cursa descendent, el pistó comprimeix l'aire de la manxa cap al pneumàtic de la bicicleta. La majoria de les bombes verticals, també anomenats bombes de pedestal, han incorporat un manòmetre que indiqui la pressió dels pneumàtics.
Cal tenir cura quan s'utilitza una estació de servei la manxa d'aire. Alguns estan dissenyats per a tallar abans de les altes pressions utilitzades en els pneumàtics bicicleta s'assoleixen. Altres funcionen a una pressió tan alta que el pneumàtic es pot rebentar. També hi ha una petita diferència entre el criteri modern de vàlvules Schrader d'automòbil o de bicicleta, fet que causa un mal ajustament d'algunes vàlvules a les bombes de les benzinera.

## Tipus de manxa de bicicleta
Hi ha tres tipus principals de bombes de bicicleta
- Manxa vertical o manxa de pedestal
- Manxa de mà
- Manxa de peu

### Manxa de pedestal
Coneguda amb ambdós noms, manxa vertical o manxa de pedestal. Per operar l'usuari recolza la base de la manxa a terra, trepitjant la base amb els peus, i tira i empeny les nanses amb moviments de cicle complet. S'ha de connectar la manxa a la vàlvula mitjançant un tub addicional.

### Manxa de mà

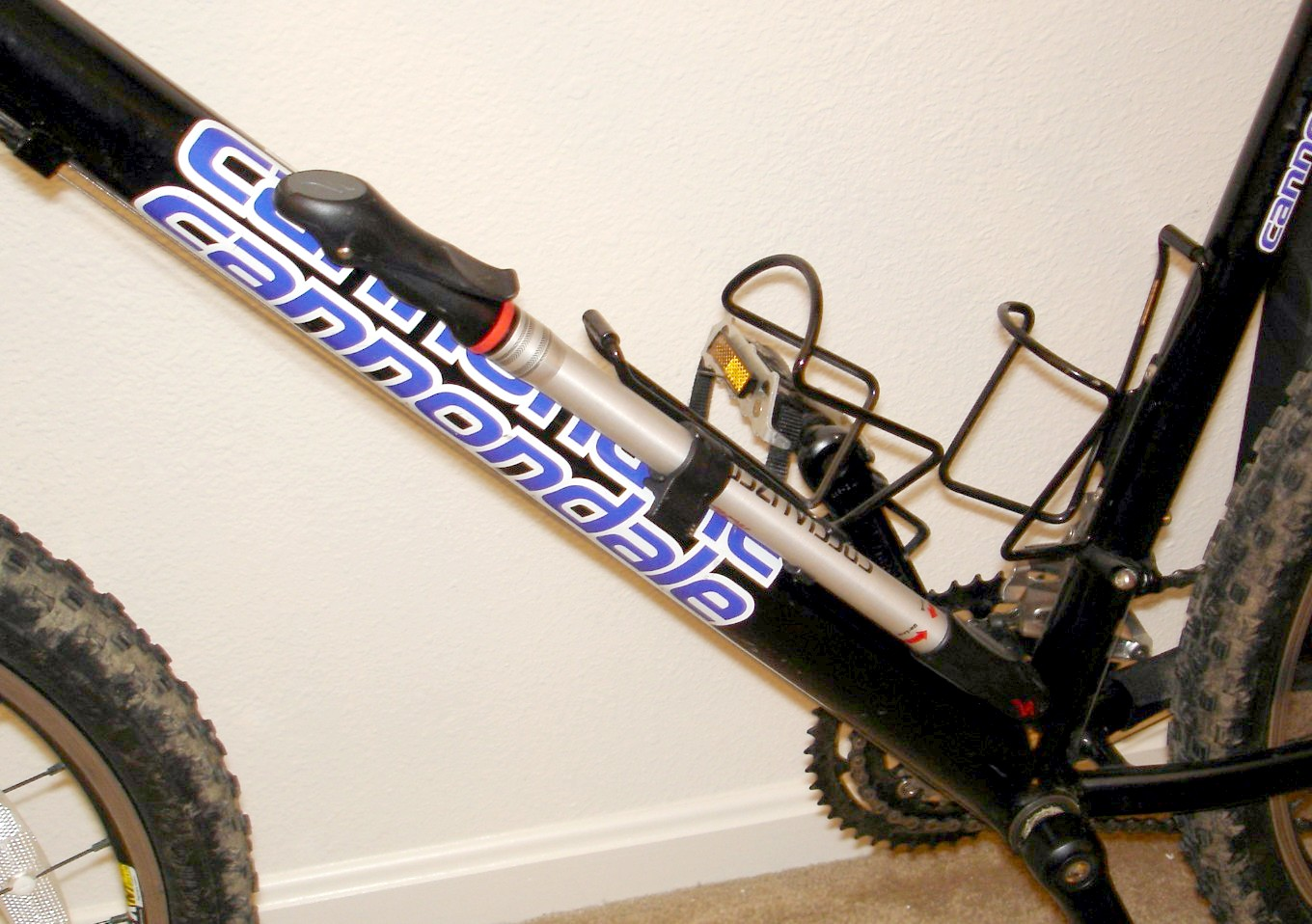
Manxa de mà muntada sobre bastidor

n'hi ha de dos tipus bàsics: amb cambra d'aire i integral. El tipus amb cambra d'aire requereix un tub separat per connectar la manxa a la vàlvula. Aquestes tenen l'avantatge que són barates, però són ineficients en comparació amb altres bombes. També tenen una gran quantitat d'articulacions per les quals l'aire pot escapar.
Les bombes integrals tenen un forat al costat amb una volandera de goma que s'ajusta al voltant de la vàlvula. Això es fa sovint prement contra la vàlvula amb una palanca addicional. Perquè és ben tancats, rígids i poc volum mort, aquest tipus de manxa és molt eficaç. Una manxa Baby de 8" integral normalment més efectiva que una manxa de 18" amb cambra d'aire.
Una manxa mà té un pistó de plàstic o de fibra buidada. En el moviment cap endavant l'aire empeny els costats de la copa contra el cilindre, formant així un segell respecte a la seva pròpia vàlvula. Llavors aquest pistó pot empènyer l'aire cap al pneumàtic pel forat a l'extrem llunyà.
Algunes de les bombes més eficients són les bombes de doble acció. En segellar el pistó al cilindre per ambdós extrems es pot forçar l'aire cap al pneumàtic en les dues carreres.
Les bombes poden ser muntades en un suport en el marc de la bicicleta, ja sigui amb una pinça o amb una clavilla, o portada pel ciclista en una motxilla, butxaca, etc..

### Manxes de pedal

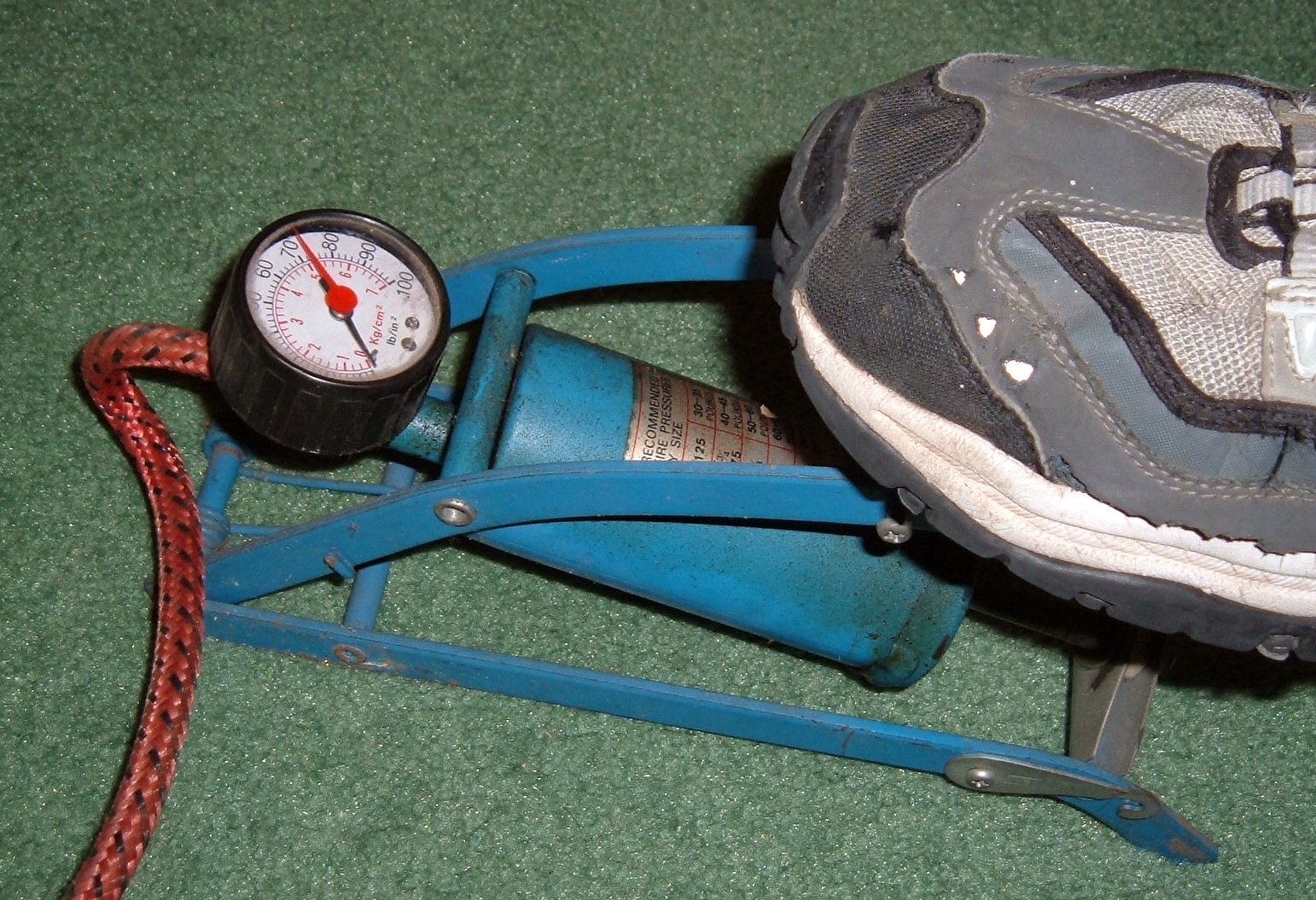
Manxa de bicicleta de pedal

Aquestes bombes no solen ser dissenyades específicament per a ús amb la bicicleta. No generen pressions molt altes pel que no funcionen bé per als pneumàtics de bicicleta de carretera de perfil estret, però van molt bé per als pneumàtics amples de baixa pressió de les bicicletes de muntanya.
Com que són dissenyades per als vehicles amb vàlvules Schrader, si la bicicleta té vàlvules Presta cal un reductor de bronze per poder utilitzar la manxa.

### Inflador CO₂
Aquestes bombes s'utilitzen sovint amb bicicletes de muntanya o carretera per als ciclistes que necessiten estalviar pes, i temps si punxen durant una cursa. Es poden utilitzar una sola vegada -manxa d'un sol ús-, o unes quantes -manxes re-utilitzables amb la compra d'un altre cartutx. Com que fa servir CO₂, algunes bombes poden ser una mica cares. La majoria fan servir bombones de CO₂ de 16g de rosca estàndard, dissenyades originalment per als sifons d'aigua de soda. Cal saber però, que el CO₂ escapa del tub intern de cautxú més ràpidament que l'aire (atès que la molècula del CO₂ és poc soluble en el cautxú), i el pneumàtic es desinfla en pocs dies.

## Pressió de pneumàtics
La capacitat de pressió dels pneumàtics sol anar estampada en algun lloc de la paret lateral. Això pot ser en "PSI" (lliures per polzada quadrada) o bar. La classificació de pressió podria estar indicada com "pressió màxima" o "inflar a. .." I en general donen un rang (per exemple, 90-120 PSI, o 35-60 PSI). Inflar al nombre més baix en el rang de pressió augmentarà la tracció i farà el viatge més còmode. Inflar al nombre més alt serà fer el viatge més eficient i disminuirà les possibilitats de punxar una roda.